# خورشیدگرفتگی ۲۱ ژوئن ۲۰۲۰
خورشیدگرفتگی ۲۱ ژوئن ۲۰۲۰ (به انگلیسی: Solar eclipse of June 21, 2020) یک خورشیدگرفتگی از نوع خورشیدگرفتگی حلقه‌ای است. این خورشیدگرفتگی در تاریخ ۲۱ ژوئن ۲۰۲۰ میلادی (‎۱ تیر ۱۳۹۹ خورشیدی) روی داد که زمان اوج آن، ساعت ۶:۴۱:۱۵ به‌وقت ساعت هماهنگ جهانی (۱۱:۱۱:۱۵ به وقت ایران) بود. مدت زمان و طول این خورشیدگرفتگی ۰ دقیقه و ۳۸ ثانیه بود.
این خورشید گرفتگی از نوع حلقوی است که در ایران و بسیاری از نقاط جهان به صورت جزئی دیده شد. در ایران از جنوب شرق تا شمال غرب به ترتیب طول گرفت بین ۲:۰۷ تا ۳:۱۲ (ساعت:دقیقه) و به میزان ۹۷ تا ۲۹ درصد متفاوت است. اوج گرفت در ایران بین ساعت ۱۰:۰۴ صبح (جنوب غرب) تا ۱۰:۳۳ صبح (شمال شرق) بود. اوج گرفت در تهران ساعت ۱۰:۱۶ صبح بود. در تهران، خورشیدگرفتگی در ساعت ۹:۰۵ شروع شد. در ساعت ۱۰:۱۶ صبح، گرفتگی به بیشترین مقدار خود (۴۸ درصد) رسید و در ساعت ۱۱:۳۸ پایان یافت. این گرفتگی در آفریقا به جز بخشی از غرب آن، جنوب شرق اروپا و آسیا به صورت جزئی و در بخشی از جمهوری کنگو، سودان جنوبی، اتیوپی، یمن، عربستان سعودی، عمان، پاکستان، شمال هند، جنوب چین، تایوان به صورت حلقوی قابل مشاهده بود.

## تصویر

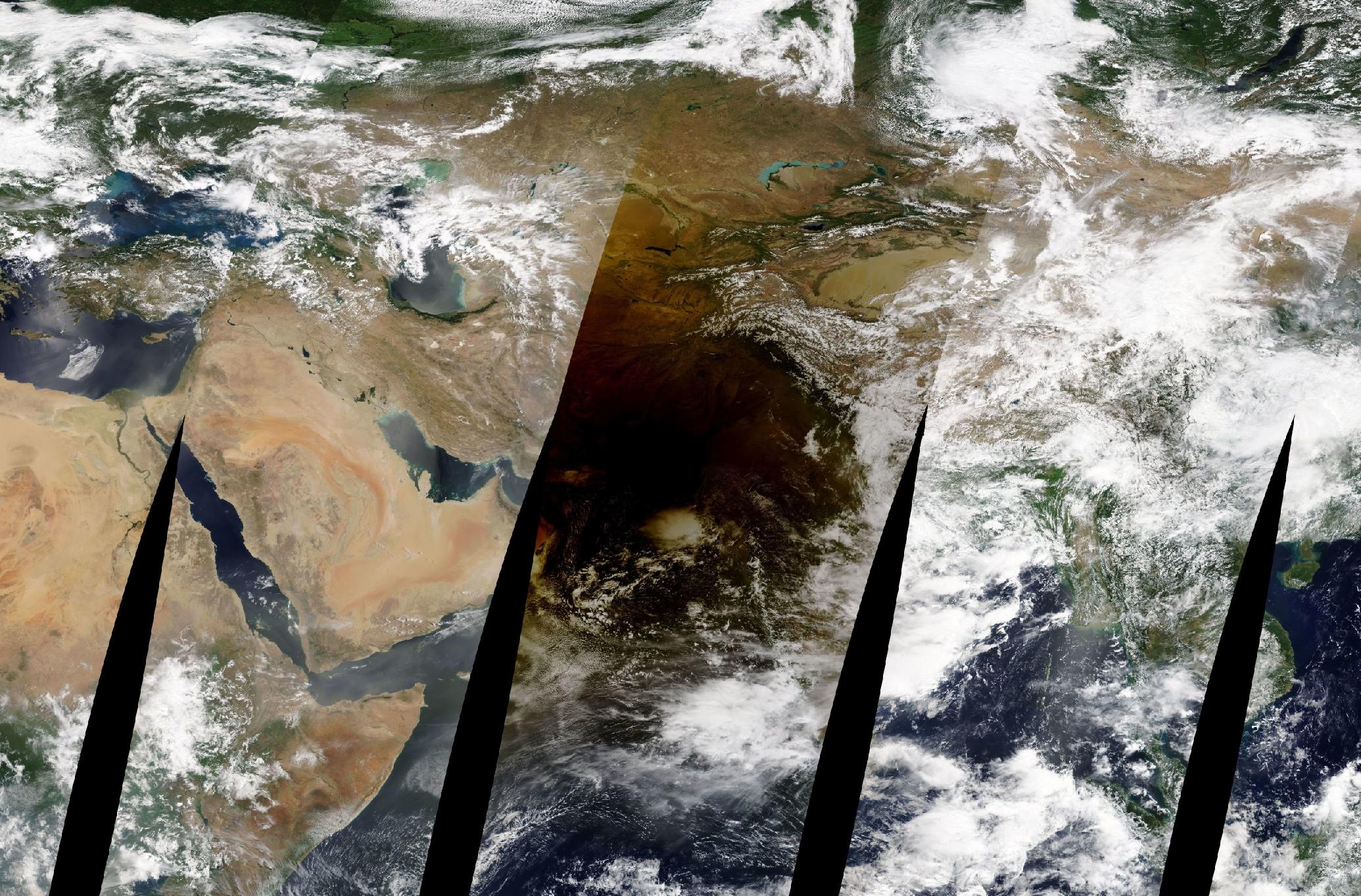
تصویر ماهواره ای ترا از سایه ماه بر روی ایران، افغانستان و پاکستان

تصویر متحرک